# Памятник героям Первой мировой войны (Бангкок)
Памятник героям Первой мировой войны — памятник тайским солдатам, погибшим в годы Первой мировой войны, расположенный на площади Санам Луанг, напротив национального музея Бангкока.

## История
После того как Сиам объявил войну Германии и Австро-Венгрии 22 июля 1917 года, тайский экспедиционный корпус принял участие в Первой мировой войне на полях битвы в Европе.
Рама VI объявил о наборе добровольцев 19 июня 1918 года. Добровольцы из Таиланда были отправлены во Францию 20 июня 1918 года для дополнительной подготовки перед боевыми действия. Тайские солдаты поддержали французскую армию и сражались наравне с другими солдатами Антанты. 19 солдат, погибших в битве, были похоронены при дворе Юбе во время битвы за Францию, а затем перезахоронены на кладбище в Германии. Оставшиеся солдаты-добровольцы постепенно вернулись в страну. Последняя партия прибыла 21 сентября 1919 года  с останками погибших солдат. Прах 19 погибших, кремированных ранее в Европе, был захоронен в памятнике 24 сентября 1919 года после религиозных обрядов.
Король принял инициативу по строительству памятника, содержащего кости солдат, чтобы угодить интересам принца-архитектора Читчараена. Памятник имеет форму пагоды, с арками с четырех сторон, сделанных из мрамора. На лицевой и оборотной стороне памятника выгравирована причина объявления войны. На двух других сторонах написаны имена 19 солдат, отдавших свои жизни, с указанием их возраста, звания, имени, дат и мест их смерти.

## Имена солдат, выгравированных на памятнике
Список солдат, погибших в Первой мировой войне:
1. Лейтенант полиции Сангуан Тхандуан
2. Г-н Даб Юэн Сангаютт
3. М.Л. Уорм Исарасена На Бангкок
4. Подполковник Чароен Филод
5. Капитан Пуи Кваньюэн
6. Лейтенант полиции Ним Чакронрат
7. Лейтенант Чуен Напакат
8. Генерал Ту
9. Генерал Чуа Он-уэавонг
10. Генерал Пхром Таенгтенгван
11. Генерал Сук Фуангпермфан
12. Генерал Нуэнг Финванич
13. Генерал Нак Пуифонг
14. Генерал Бун Прайван
15. Генерал-лейтенант По Чуксонпай
16. Пол Чуам Премпрунгчай
17. Генерал Сила Номпхукхиао
18. Генерал Понг Аматаякул
19. Генерал Плен Нумпрееча.